# Johann Christian Poggendorff

Poggendorff illúzió

Johann Christian Poggendorff (Hamburg, 1796. december 29. – Berlin, 1877. január 24.), német fizikus, kémikus. Fiatal korától érdeklődési köre az elektromosság és a mágnesség volt. Poggendorf az elektrosztatikus motorról ismert, amely analóg Wilhelm Holtz elektrosztatikus gépével. 1841-ben leírta a potenciométer használatát, amellyel elektromos potenciált lehet mérni átfolyó áram nélkül.

## Életrajz
Poggendorf Hamburgban patikussegédnek tanul majd huszonkét éves korától kezdett dolgozni, Itzehoe–ben mint patikussegéd. Ambíciói és erős késztetése az ismeretlen megismerésére a tudományos karrier felé terelte, ezért Berlinben 1820-ban beiratkozott a Berlini Egyetemre. 1823-ban a Tudományos Akadémia meteorológiai megfigyelője lett.
Már pályája kezdetén is az volt az elképzelése, hogy majd egy tudományos folyóiratot alapít fizikai és kémiai témákban. Ez a terve azonban hamar megvalósult Ludwig Wilhelm Gilbert váratlan halálával, aki a Gilbert’s Annalen der Physik szerkesztője volt. 1824-ben kapcsolatba lépett Lipcsében a Barth kiadóval, majd az Annalen der Physik  szerkesztője lehetett, amely Gilbert folyóiratának a folytatása volt.
Poggendorff kiválóan alkalmas volt erre a pozícióra és 52 éven át, 1876-ig volt a lap főszerkesztője. 1826-ban egy tükrös galvanométert fejlesztett ki, mellyel elektromos áramot lehetett mérni.
Rátermettsége, ambíciói, jó memóriája és képessége a munkatársaival való termékeny kapcsolata, az akkori Európa egyik kiemelkedő tudományos  szakfolyóiratát hozta létre, a Poggendorff Annalen-t (röviden Pogg. Ann.). Az 52 éven át folyamatosan végzett szerkesztői munka során állandó kapcsolatban volt a modern tudományos élet szinte minden művelőjével és ennek eredményeként létrehozta a Biographisch-literarisches Handworterbuch zur Geschichte der exacten Wissenschaften (Az egzakt tudományok életrajzi kézikönyve) című egyedülálló kézikönyvet, amely matematikusok, asztronómusok, fizikusok, kémikusok munkásságát és életrajzait tartalmazta. Ez a kézikönyv felbecsülhetetlen értéket jelent kutatók részére. Az első kiadás két kötete 1863-ban jelent meg. Halála után, 1898-ban jelent meg a harmadik kötet, amely az 1858-1883 közötti periódust tartalmazza, a negyedik pedig 1904-ben, amely a 20. század elejét öleli fel.
Irodalmi és tudományos munkásságáért több elismerést is kapott. 1830-ban professzor, 1838-ban tiszteletbeli Ph.D, majd a berlini egyetem rendkívüli professzora lett. 1839-ben a Berlini Tudományos Akadémia tagjai közé választották. 1845-ben a svéd Királyi Tudományos Akadémia külföldi tagjává választották. Több rendes professzori állást ajánlottak, de egyiket sem fogadta el, mert teljes idejét az Annalen-nek (Évkönyvnek), s a tudományos kutatásnak szentelte. 1877-ben halt meg Berlinben.

## Poggendorf-féle illúzió
A Poggendorff-féle illuzió egy optikai illúzió. A képen látható ábra észlelése során az agy megtévesztő üzenet küld, és ezért nem úgy érzékeljük, ahogy a valóságban van. Ezt az ábrát Poggendorfról nevezték el, mivel ő fedezte fel Johann Karl Friedrich Zöllner egyik rajzában 1860-ban. Baloldalt az egyenes fekete vonal képét elbizonytalanítja a szürke hasáb. Úgy látszik, mintha megtörne a vonal. A jobb oldali ábrán jól látható, hogy az nem törik meg, csak úgy látszik a vonalat megtörő hasáb miatt.

## Nevezetesebb munkái
- Lebenslinien zur Geschichted. exacten Wiessenschaften (Berling 1853)
- Biographisch-literarisches Handwörterbuch zur Geschichte der exacten Wissenschaften (Lipcse 1863, 2. kötet)

## Fordítás
- Ez a szócikk részben vagy egészben  a   Johann Christian Poggendorff című angol Wikipédia-szócikk fordításán alapul.  Az eredeti cikk szerkesztőit annak laptörténete sorolja fel. Ez a jelzés csupán a megfogalmazás eredetét és a szerzői jogokat jelzi, nem szolgál a cikkben szereplő információk forrásmegjelöléseként.